# Jean-Pierre Armand (metteur en scène)
 (février 2017).
Pour les articles homonymes, voir Jean-Pierre Armand et Armand.
Jean-Pierre Armand, né le 23 septembre 1946 à Toulouse, est un metteur en scène, scénographe, dramaturge, formateur et comédien français. Il a exercé l’ostéopathie à Toulouse à titre libéral de 1983 à 2013.

## Biographie
Jean-Pierre Armand fonde le 1er novembre 1968 à Toulouse sa compagnie le Théâtre Cornet à dés,dont il est le directeur artistique depuis son origine et avec laquelle il a réalisé 50 créations dont cinq trilogies originales sur les œuvres de Francisco Goya, Jérôme Bosch, Henri Michaux, Claude Louis-Combet et Valère Novarina.
En 1970, il s’expatrie aux Pays-Bas où il suit rue Nes à Amsterdam des trainings dirigés par Jerzy Grotowski. Il s’imprègne des travaux d’Eugenio Barba, des créations de Salvador Távora (es) (La Cuadra de Séville) et de Giorgio Strehler. Il rencontre à Paris Fernando Arrabal, Roland Topor et Copi.
En 1984, Jean-Pierre Armand ouvre à Toulouse un Atelier-Théâtre « Le Vivier » qu’il dirige jusqu’en 1999. Il y enseigne à des jeunes de 18 à 25 ans ses propres pratiques et théories théâtrales inspirées des Maîtres : Jerzy Grotowski, Eugenio Barba, Salvador Tavora entre autres. Travail intensif sur le corps, la voix, l’image, la psyché de l’acteur, avec parfois l’intervention de professionnels avérés du spectacle vivant : Luc Baron, Marcel Gaubert, Jean-Paul Plot, Michel Raji…

## Œuvres publiées
- La Mer à boire, poème dramatique, 1972, Éditions Multiples.
- Scène d’une vie intérieure, poème dramatique, 1979, Ed Imprimerie 34, Toulouse.

## Mise en scène, scénographie, dramaturgie
- 2024   Camille Claudel l'Interdite ! Edition 2024 avec Joséphine Sarrazin CH Gérard Marchant Toulouse
- 2021 : Brel debout, d'après la vie de Jacques Brel avec Raphaël Breil (Tournée Grand Sud à partir de Septembre)
- 2019 : Truismes,  avec Carole Larruy, d'après le best-seller de Marie Darrieussecq, Théâtre du Pavé Toulouse.
- 2016 :  Lumières du corps II, de Valère Novarina, avec Jean-Yves Michaux, Espace Roguet Toulouse.
- 2014 :  L’Autre Lautrec, d’après la vie de Toulouse-Lautrec, de Jean-Pierre Armand, Giancarlo Ciarapica et Charles de Rodat, avec Marc Compozieux, Musique originale de Hubert Evin,  Musée des Augustins Toulouse, Théâtre du Pavé Toulouse.
- 2012 :  Olympe de Gouges, de Gilbert Géraud d’après les Écrits politiques d’Olympe de Gouges, Festival de Montauban, Cave Poésie Toulouse, PLC (Parcours laïque et citoyen, Itinérances, Département de la Haute-Garonne).
- 2010 :  Camille Claudel l'interdite !, d’après la vie de Camille Claudel, musique originale de Raphaël Breil, Cave Poésie Toulouse, Théâtre Garonne Toulouse, Festival-Off  Avignon (2012 et 2014), Centre Hospitalier de Montfavet-Avignon.
- 2008 :  Lumières du corps I, de Valère Novarina, avec Jean-Yves Michaux, Théâtre Garonne Toulouse.
- 2008 :  Dans les arcanes d'Artaud,  avec Roger Borlant, Salle des colonnes de L’Hôtel-Dieu Saint-Jacques Toulouse
- 2007 :  François Villon, dramaturgie Jean-Pierre Armand, avec Philippe Cointin, Dominique Regef (Vielle à roue), Hôtel d’Assézat Toulouse.
- 2006 :  Pendant la matière, de Valère Novarina, Trilogie volet 3, avec Jean-Yves Michaux, Cave Poésie Toulouse.
- 2005 :  Show à Michaux, d’après l’œuvre d’Henri Michaux, Trilogie volet 3 deuxième version, Théâtre Jules Julien Toulouse.
- 2004 :  Noches Negras de Goya, version pour chœur (Chorale Chantegrives), Auditorium de Saint-Pierre-des-Cuisines,Toulouse.
- 2003 :  Noches Negras de Goya, d'après les Peintures noires de Francisco Goya, chorégraphie La Morita, Théâtre Goya de Barcelone.
- 2003 :  La Vie dans les plis, d'après l'œuvre d'Henri Michaux, Trilogie volet 3, Cave Poésie Toulouse.
- 2002 :  J'ai vécu, d'après Le Monologue d’Adramélech de Valère Novarina, avec Jean-Yves Michaux, Trilogie volet 2, deuxième version, Cave Poésie Toulouse.
- 2001 :  Satango, de Huilo Ruales-Hualca, musique Las Cuatro Estaciones Portenas d’Astor Piazzolla, avec l’Orchestre de chambre de Toulouse, chorégraphie Elisa Martin-Pradal, programmation Odyssud-Blagnac.
- 2000 :  Tsé Tsé, de Claude Louis-Combet, Trilogie volet 3, avec Dominique Lagier, Cave Poésie Toulouse.
- 1999 :  Tauromagie, d'après un texte de Serge Pey, 2ème version avec Jean-Yves Michaux, chorégraphie de La Morita, musique de Antonio Ruiz-Kiko, programmation de Odyssud-Blagnac.
- 1999 :  Augias, de Claude Louis-Combet , Trilogie volet 2, avec Jean-Yves Michaux et Gérard Déjean, Théâtre Jules Julien Toulouse.
- 1998 :  Le Monologue d'Adramélech, de Valère Novarina, avec Jean-Yves Michaux, Trilogie volet 2, Festival International d’Istanbul, Turquie.
- 1997 :  Do, l'enfant-pot, de Claude Louis-Combet, avec Claude Lesko, Trilogie volet 1, programmation du Théâtre Daniel Sorano Toulouse.
- 1997 :  Cannabis indica, d'après l'œuvre d’Henri Michaux, Trilogie volet 2, avec Michel Oster et Virginie Tomas, Cave Poésie Toulouse.
- 1996 :  L'Espace du dedans, d'après l'œuvre d'Henri Michaux, Trilogie volet 1 (2ème version), Cave Poésie Toulouse.
- 1995 :  Tauromagie, d'après un texte de Serge Pey, avec Jean-Yves Michaux, 1ère version, chorégraphie Ana Yerno, musique    d’Antonio Kiko Ruiz, Festival Goya de Castres.
- 1995 :  L'Espace du dedans, d'après l'œuvre d'Henri Michaux, Trilogie volet 1, Espace Croix-Baragnon Toulouse.
- 1994 :  Dit de Jésus Marie Joseph, de Enzo Cormann, avec Jean-Yves Michaux, musique Marc Perrone, Festival d'Uzeste Musical, Cour d'honneur des beaux-arts Toulouse.
- 1993 :  L'Animal parlant, de Valère Novarina, Trilogie volet 1, Théâtre de la Digue Toulouse, Festival d’Uzeste Musical, église de Saint-Pierre-des-Chartreux, Toulouse.
- 1992 :  Pour en finir avec Satie, poème dramatique sur des chansons de Sely, musique Raphaël Breil, Cave Poésie Toulouse.
- 1991 :  Caprices et visions, d'après les eaux fortes de Francisco Goya, Festival Goya de Castres, Théâtre de la Digue Toulouse, Théâtre de la Jeunesse de Kiev (Ukraine).
- 1990 :  L'Os de Dionysos, de Christian Laborde, Festival d'Uzeste Musical, musique Bernard Lubat, Forum des Cordeliers Toulouse, avec Jean-François Depeyrot, puis Jean-Michel Mathieu.
- 1990 :  Theatrical Folies, Jeu dramatique de Jean-Pierre Armand, Cave Poésie Toulouse.
- 1988 :  Le Déluge, d'après l'œuvre de Jérôme Bosch, Trilogie volet 3, d'après un texte original de Serge Pey, ancienne église de St-Pierre des Cuisines Toulouse.
- 1987 :  La Divagation dangereuse, de Marc Trillard, Forum des Cordeliers de Toulouse, Cave Poésie et Grenier Toulouse.
- 1986 :  La Nef des fous, d'après l'œuvre de Jérôme Bosch, Trilogie volet 2, Chapelle des Carmélites Toulouse.
- 1985 :  Le Jardin des délices, d’après l’œuvre de Jérôme Bosch, Trilogie volet  1, Temple du Salin Toulouse.
- 1984 :  Attendez, regardez, elle ouvre la bouche, d'après L'Homosexuel de Copi, Théâtre Jules Julien, Espace Potiers Toulouse.
- 1983 :  Lili, comédie musicale de Benoît Thirion avec le Nouveau Caf'Conc de Toulouse, Théâtre Jules Julien, Espace Potiers Toulouse.
- 1983 :  Goya, Majas, Sola, d'après les albums de dessins de Francisco de Goya, Trilogie volet 3, Festival GREC de Barcelone.
- 1982 :  Préludes flasques pour un chien, poème dramatique sur des Pièces musicales de Erik Satie, Deuxièmes Rencontres internationales des poésies contemporaines, avec Serge Pey,  Halle aux Grains de Toulouse.
- 1981 :  Féerie pour une autre fois, montage poétique, Premières Rencontres internationales des poésies contemporaines, organisées par Serge Pey, Cave Poésie Toulouse.
- 1980 :  Poupées et Jeux secrets, de Jean-Pierre Armand d'après les oeuvres de Hans Bellmer, Centre culturel Toulouse.
- 1979 :  Images d'une mise à mort, de Martin Elizondo, avec Maya, Philippe Cointin et Dominique Comet, Espace Croix-Baragnon, Centre culturel Toulouse.
- 1978 :  Scènes d'une vie intérieure, de Jean-Pierre Armand, avec Françoise Zmaric, images filmées Christian Schmidt, Cave Poésie Toulouse.
- 1976 :  Délires ininterrompus, happening sur la maladie mentale avec Serge Turc, Cave Poésie Toulouse.
- 1975 :  Songes, Caprices et Disparates, d'après les Caprices de Francisco de Goya, Trilogie volet 2, Cave Poésie Toulouse.
- 1975 :  L'Opéra fabuleux, d'après Les Chants de Maldoror de Lautréamont, Cave Poésie Toulouse.
- 1973 :  À toutes gens, de Jean-Pierre Armand d'après l'œuvre de François Villon, avec Philippe Cointin, Festival de Cordes-sur-ciel, FR3 (Geoffroy Pieyre de Mandiargues), Théâtre de la Digue  Toulouse.
- 1972 :  Français pas comme François Villon, d'après l'œuvre de François Villon, Espace Croix-Baragnon Centre culturel Toulouse.
- 1972 :  La Folie, essai dramatique d'après l'œuvre de Francisco Goya, Trilogie volet 1, Théâtre de la Digue, programmation Grenier de Toulouse.
- 1971 :  La Mer a boire, de Jean-Pierre Armand, Théâtre de la Digue Toulouse, programmation Grenier de Toulouse.
- 1969 :  Cornegidouille, jeu dramatique d’après l’œuvre d'Alfred Jarry, Cratère Toulouse.
- 1968 :  Peccadilles importunes, montage poétique sur des pièces musicales de Erik Satie, programmation Grenier de Toulouse, Théâtre Daniel Sorano Toulouse.

## Comédien
- 1971 :  La Mer à boire, rôle le garçon, Théâtre de la Digue Toulouse.
- 1973 :  La Dame assise, d’après Copi, rôle de Loulou, mise en scène J.C Bastos, Théâtre de la Digue Toulouse.
- 1975 :  L’Opéra fabuleux, rôle le garçon, Cave Poésie de Toulouse.
- 1984 :  Attendez, Regardez, elle ouvre la bouche, d’après L’Homosexuel de Copi, Rôle Madre, Théâtre Jules-Julien à Toulouse.

## Filmographie
- 1984 :  Chant-Flipper de Philippe Berthaut, rôle de la sentinelle, réalisation Geoffroy Pieyre de Mandiargues, production FR3 Midi-Pyrénées.